# اسنافتن
اسنافتن (به انگلیسی: Acenaphthene) یک ترکیب شیمیایی با شناسه پاب‌کم ۶۷۳۴ است. شکل ظاهری این ترکیب، پودر بلورین سفید یا زرد کمرنگ است. این ماده به عنوان محصول واسطه‌ای در صنعت رنگ سازی کاربرد دارد چرا که منبعی برای مشتقات نیترو و آمینو می باشد. 